# دولت دمشق
دولت دمشق (به عربی: دولة دمشق) (شروع ۱۹۲۰ - پایان ۱۹۲۵م) یکی از شش دولت سوریه است که توسط قیمومت فرانسه بر سوریه ایجاد شد.
سایر دولت‌های سوریه در آن زمان: دولت حلب، دولت جبل الدروز، دولت العلویین، سنجاق اسکندرون و دولت لبنان که بعدها به کشور لبنان تبدیل گشت.

## تاریخ
سوریه در قرن بیستم مصادف با پایان جنگ جهانی اول زیر نظر قیمومت فرانسه قرار گرفت. و تیمسار هانری گورو این کشور را در سال ۱۹۲۰م به شش قسمت تقسیم کرد که دولت دمشق یکی از این قسمت‌ها بود.